# Lukáš Stratil
Lukáš Stratil (* 29. ledna 1994, Vítkov) je český fotbalový útočník a bývalý mládežnický reprezentant, který je od září 2021 bez angažmá. Jeho fotbalovým vzorem je španělský útočník David Villa.

## Klubová kariéra
Svoji fotbalovou kariéru začal ve Fotbalu Fulnek, kam se po angažmá v mužstvu Jakubčovice Fotbal vrátil. Následně přestoupil do Baníku Ostrava.

### 1. FK Příbram
Před sezonou 2012/13 zamířil do týmu 1. FK Příbram. V nejvyšší soutěži debutoval 1. září 2012 v utkání proti 1. FC Slovácko (porážka 0:1, šel na hřiště v 86. minutě). První ligové góly vstřelil 17. srpna 2013 v zápase s Baníkem Ostrava, kde při výhře 4:0 vsítil třetí a čtvrtou branku. Celkem v dresu Příbrami odehrál 16 ligových zápasů, ve kterých dal tři branky.

### FC Viktoria Plzeň
Začátkem února 2014 jej odkoupila Viktoria Plzeň, kde po úspěšných testech podepsal smlouvu do konce ročníku 2016/17.

### 1. FK Příbram (hostování)
Po přestupu do Plzně byl obratem poslán hostovat do konce sezony 2013/14 zpět do Příbrami. V létě 2014 si vrátil do Viktorie, ale v červenci 2014 odešel na další půlroční hostování do Příbrami. Společně s ním přišel taktéž hostovat záložník Martin Fillo. Celkem si v klubu připsal 16 startů v lize a dva góly.

### FK Teplice (hostování)
V prosinci 2014 zamířil z Plzně na další hostování, tentokrát do mužstva FK Teplice. Opačným směrem zamířil na přestup záložník Egon Vůch. V Teplicích hrál pouze za juniorku. V dresu "áčka" nenastoupil k žádnému utkání.

### MFK Frýdek-Místek (hostování)
V létě 2015 byl na zkoušce v týmu tehdejšího nováčka nejvyšší soutěže FC Fastav Zlín, kde neuspěl. V září 2015 odešel hostovat do MFK Frýdek-Místek. Před sezonou 2016/17 byl na testech nejprve ve Zbrojovce Brno a poté v polských klubech zamířil
Nakonec zamířil na další hostování zpět do Frýdku-Místku. Celkem během celého angažmá odehrál 27 ligových střetnutí, ve kterých vsítil osm branek.

### FK Viktoria Žižkov (hostování)
V únoru 2017 odešel na půlroční hostování s opcí do Viktorie Žižkov, tehdejšího nováčka druhé ligy.

## Reprezentační kariéra

### Mládežnické výběry
Prošel mládežnické reprezentace U16, U17, U18, U19, U20 a U21. S reprezentací do 17 let se v roce 2011 zúčastnil Mistrovství světa hráčů do 17 let v Mexiku, kde ČR skončila se 3 body na posledním čtvrtém místě základní skupiny D.
V týmu do 21 let debutoval pod trenérem Jakubem Dovalilem 15. listopadu 2013 proti Kypru a při své premiéře vstřelil gól. ČR porazila středomořského soupeře 3:0.